# Општина Дарлос (Сибињ)
Дарлос (рум. Dârlos) општина је у Румунији у округу Сибињ.
Oпштина се налази на надморској висини од 331 m.